# Robert Hainsey
Robert Hainsey (Pittsburgh, 12 agosto 1998) è un giocatore di football americano statunitense che milita nel ruolo di offensive tackle per i Jacksonville Jaguars della National Football League (NFL).

## Carriera

### Tampa Bay Buccaneers
Hainsey al college giocò a football a Notre Dame. Fu scelto nel corso del terzo giro (95º assoluto) nel Draft NFL 2021 dai Tampa Bay Buccaneers. Debuttò come professionista subentrando nel primo turno contro i Dallas Cowboys. La sua stagione da rookie si chiuse con 9 presenze, nessuna delle quali come titolare.

### Jacksonville Jaguars
Il 12 marzo 2025 Hainsey firmò con i Jacksonville Jaguars un contratto triennale del valore di 21 milioni di dollari.